# 우도임
우도임(1992년 8월 29일 ~ ) 은 대한민국의 배우이다.

## 학력
- 한국예술종합학교 연기과

## 출연작

### 영화
- 《비연》 (2016년) - 혜리 역[4]
- 《부산행》 (2016년) - 승무원 정민지 역[5] (첫 천만영화)
- 《모두의 비밀》 (2015년)
- 《황천》 (2015년)
- 《상의원》 (2014년) - 홍옥 역
- 《그날들》 (2014년) - 지연 역
- 《탐》 (2014년)
- 《서른꽃》 (2014년)
- 《수인》 (2013년)
- 《라이더》 (2012년)

### 드라마
- 《수상한 그녀》 (2024년~2025년, KBS2) - 유지안 역
- 《페이스 미》 (2024년, KBS2) - 김 코디 역
- 《시카고 타자기》 (2017년, tvN) - 조상미 역
- 《세가지색 판타지 - 생동성 연애》 (2017년, MBC) - 송애교 역